# Zburător
Zburător en romanès vol dir "volador" i fa referència a un esperit itinerant de folklore romanès que fa l'amor amb les donzelles de nit. De vegades se l’anomena zmeu, una altra criatura semblant a un drac, amb aspectes més humans.
El "zburător" o "sburător" també pot referir-se a un dimoni que adopta la forma d'un home guapo i jove i visita les dones mentre dormen, com l'íncub.
Dimitrie Cantemir va escriure sobre aquest mite a Descriptio Moldaviae (1714-1716). El "zburator" apareix com "un fantasma, un home jove i guapo que arriba a mitjanit a les dones, especialment les casades recentment i fa coses indecents amb elles, tot i que no pot ser vist per altres persones, ni tan sols per aquells amb qui interactua".
Les referències posteriors a aquest mite apareixen al poema romàntic de Ion Heliade Rădulescu Zburătorul.
El mite reapareix a la literatura romàntica tardana, en poemes com Călin (file de poveste) i Luceafărul (L'estrella del vespre) (1884) del poeta romanès Mihai Eminescu.